# Katalin Rozsnyói
Katalin Sági-Rozsnyói (* 20. November 1942 in Budapest) ist eine ehemalige ungarische Kanutin.

## Karriere
Katalin Rozsnyói nahm an den Olympischen Spielen 1968 in Mexiko-Stadt teil, bei denen sie im Zweier-Kajak mit Anna Pfeffer an den Start ging. Mit einem Sieg im Vorlauf gelang ihnen zunächst die direkte Qualifikation für den Endlauf. Hinter den westdeutschen Roswitha Esser und Annemarie Zimmermann, die den Wettbewerb gewannen, sicherten sich Rozsnyói und Pfeffer in einer Laufzeit von 1:58,60 Minuten mit einer Hundertstelsekunde Vorsprung auf Ljudmila Pinajewa und Antonina Seredina aus der Sowjetunion den Gewinn der Silbermedaille.
Sie war mit dem ungarischen Kanuten László Fábián (1936–2018) verheiratet. 2015 wurde ihr die Großkomtur mit Stern des Ungarischen Verdienstordens verliehen.